# Walter Blume (SS)
Pour les articles homonymes, voir Walter Blume et Blume.
Walter Blume né le 23 juillet 1906 à Dortmund, mort le 13 novembre 1974 est un officier SS-Standartenführer qui commanda de juin à aout 1941 le Sonderkommando 7a dans le cadre de l'Einsatzgruppe B pendant l'invasion de l'URSS.

## Carrière
Fils d'un instituteur protestant de Dortmund, il fait des études de droit à l'Université de Münster et obtient son doctorat en 1933 à l'Université d'Erlangen. Devenu inspecteur de police à Dortmund, il adhère au Parti nazi en mai 1933 et intègre la SA. En 1934, il est muté à la police secrète d'état de Prusse et intègre le SD. En 1935, il entre dans la SS.

Il travaille dans les services de police de Halle, Hanovre et Berlin jusqu'en 1941. En mai 1941, il reçoit le commandement du Sonderkommando 7a rattaché à la 9e armée de la Wehrmacht. Il opère sur le territoire du Belarus, où en juillet 1941, il fait fusiller des centaines de Juifs à Vitebsk. Il met en place le port obligatoire de l'étoile jaune et décide d'enfermer les Juifs dans des ghettos. D'autres fusillades de Juifs se déroulent à Vilejka, Borisov et dans le secteur de Mogilev. Début août 1941, le Sonderkommando fusille à Gorodok un groupe de Juifs. Un des officiers Karl Sonntag témoigne en 1962: 

« le commando d'exécution comprenait à peu près 25 hommes. Le Dr Blume était lui-même présent et il a aussi tiré. il avait amené avec lui des hommes qui appartenaient au commando principal, lequel stationnait au lac. [...]
J'ai moi-même tiré, jusqu'à ce que mon arme soit vide. N'ont été fusillés que des hommes, environ 150-200. [...] avant l'exécution à Gorodok, le Dr Blume nous a dit comment poser le canon de notre pistolet dans la nuque des victimes, à la naissance des cheveux. Après le tir, la balle devait ressortir par la nuque »

 Entre le 22 juin et le 20 aout 1941, le Sonderkommando a assassiné environ mille Juifs. Walter Blume mit au point une technique de mise à mort à deux tireurs, l'un visant la tête l'autre la poitrine.
En août 1941, il regagne Berlin et rejoint la Gestapo de Düsseldorf.
En 1943, il est nommé Befehlshaber der Sicherheitspolizei und des SD (BDS) pour diriger la Sicherheitspolizei (SIPO) en Grèce occupée (voir : Shoah en Grèce). Il est promu SS-Standartenführer. En septembre 1944, il quitte la Grèce et rejoint le RSHA à Berlin.
Il est capturé en 1945 à Salzbourg et incarcéré à la prison de Landsberg. Il est jugé à Nuremberg dans le cadre du procès contre les Einsatzgruppen, et accusé d'avoir été responsable de l'assassinat de 996 personnes durant l'été 1941. Il est condamné à mort le 10 avril 1948 mais sa peine est commuée à 25 ans de prison en 1951. Il est relâché en 1955. 
En 1968, la cour d'état de Brême l'inculpe pour son action policière en Grèce. Les poursuites judiciaires sont abandonnées en 1971. Il meurt en 1974.